# Fernão Amaral Botto Machado
Fernão Amaral Botto Machado ComC (Gouveia, São Pedro 20 de julho de 1865 - Lisboa, Quinta do Encanto, 3 de novembro de 1924) foi um diplomata, jornalista e político português, defensor do Republicanismo e irmão de Pedro Amaral Botto Machado.

## Família
Era filho de Pedro Rodrigues do Amaral, tecelão, e Carlota Emília Botto Machado. Era o irmão mais velho de Pedro Amaral Botto Machado (1868-1921) e João Amaral Botto Machado.

## Biografia
Nascido em Gouveia, vai para Lisboa aos 20 anos, onde irá exercer a profissão de solicitador. Em 1893, é iniciado como maçon na Loja Caval(h)eiros da Verdade, de Lisboa, adoptando o nome simbólico de "José Falcão", mantendo-se um membro activo, durante toda a sua vida. Adere ao Grupo Republicano de Estudos Sociais 1896.
Despertou para os ideais republicanos depois da prisão do irmão Pedro, aquando da revolta do Porto de 31 de Janeiro de 1891, o qual foi condenado e enviado para África.
Antes da implantação da república mantém sempre uma grande actividade política nas fileiras socialistas e republicanas. Foi um defensor do registo civil publicando em 1908, a obra "A obrigatoriedade do registo civil".
Participou nas acções revolucionárias da implantação da república em 5 de Outubro de 1910, onde teve como missão atribuída pela "Comissão de Resistência da Maçonaria, "sublevar" Sacavém e Camarate.
Foi por diversas vezes candidato a deputado, mas só conseguiu integrar o parlamento na Assembleia Constituinte de 1911, pelo Circulo nº 23 de Pinhel. Aí, destacou-se como notável orador, sendo autor de diversas propostas legislativas, de entre as quais uma proposta de Constituição da república.
Em agosto de 1911 apresentou um projeto de lei pela abolição das touradas, as quais considerava um costume bárbaro e selvagem. 
Foi jornalista, tendo colaborado na "A Solidariedade" (de Gouveia), "A Humanidade" (que dirigiu), "A Batalha", "O Debate", "O Século", entre outros.
Após 1912, seguirá a carreira diplomática como Cônsul no Rio de Janeiro (1912), como chefe da Delegação Portuguesa no Panamá (1913). Em 1915 segue para a Venezuela regressando depois a Portugal. Em 1919, vai para o Japão onde terá realizado um trabalho notável, fundando escolas, bibliotecas e no apoio ao comércio português.
Por motivos de saúde regressa frequentemente a Portugal, onde falece em 1924, em Lisboa, na Quinta do Encanto onde vivia.
Tem em Gouveia uma rua com o seu nome, a Rua Fernão Botto Machado.

### Obras
- O grupo republicano de estudos socais
- Uma questão de higiene... moral
- A liberdade de imprensa
- Liberdade de imprensa
- Direitos politicos e civis
- Obrigatoriedade do registo civil
- O Mundo Legal e Judiciário (revista-20 anos de publicação)
- O Ideal e a Solidariedade Humana
- Crenças e Revoltas
- Religião da morte
- A Confissão
- A História de um polvo (A Moagem)
- Suprema Infinidade (Ódio aos republicanos)
- A lei do divórcio
- Libertação dum Refractário (Sentença Diplomatica)
- A Maçonaria e a Sociedade das Nações
- Os escravos modernos (problema económico-social)
- Consagração
- A Queda do monstro: pela emancipação da mulher: pela liberdade de consciência

## Condecorações

### Ordens Nacionais
- Comendador da Ordem Militar de Cristo de Portugal;[1]

### Ordens Estrangeiras
- Ordem do Sol Nascente de Japão;[1]
- Cavaleiro da Ordem Nacional da Legião de Honra de França;[1]